# Una lezione d'amore
Una lezione d'amore (En lektion i kärlek) è un film di Ingmar Bergman, realizzato nel 1954.

## Trama
La giovane Susanne riceve una brutta notizia dal suo amante, il ginecologo David, che vuole lasciarla: l'uomo, che aveva deciso di divorziare ha deciso infatti riconciliarsi con la moglie Marianne. Susanne, visto sfumare il matrimonio in cui sperava, è molto amareggiata. Nello studio entra un'altra paziente ma David se ne va e, salito sull'auto guidata dall'autista, si lascia andare ai ricordi.
L'uomo ricorda il suo primo incontro con Susanna, che inizia con un battibecco e termina con un appassionato bacio. I due amanti trascorrono poi una felice estate guardando le stelle, andando in barca e nuotando.
L'auto intanto arriva alla stazione e David, dopo aver detto all'autista di andarlo a prendere alla sera a Copenaghen, sale su un treno e si siede accanto a una donna mentre un passeggero scommette con lui che alla fine del viaggio riuscirà a baciare la donna. David inizia a leggere un libro e da esso cadono due fotografie dei figli, Puccio e Nix. Marianne e il passeggero che è stato respinto dalla donna che paga a David la scommessa. Marito e moglie fanno finta di non conoscersi e fingono un primo approccio.
Marianne ricorda quando scoprì il tradimento del marito dopo aver trovato i due amanti insieme in albergo. La moglie intanto dice a David che è seccata del suo viaggio a Copenaghen che ha chiaramente lo scopo di spiarla, ma David la rimprovera per il tradimento e dice che vuole riconciliarsi con lei.
Tempo prima Marianne stava per sposarsi con lo scultore Carlo Adamo, matrimonio che non venne celebrato perché la donna si era accorta di amare David.
Il treno arriva quindi a Malmö: alla stazione c'è Carlo Adamo che aspetta Marianne. Vanno così a Copenaghen tutti e tre insieme e poi in un locale dove Carlo Adamo riesce a far ubriacare David che si mette a corteggiare una ragazza. Marianne diventa gelosa e fa una scenata, prendendo il marito a schiaffi e mettendosi a piangere. Alla fine marito e moglie si abbracciano e arriva l'autista che li accompagna in un albergo dove David prenota una stanza per la notte.

## Analisi del film
L'opera è lieve e si distingue per la raffinatezza dell'incastro e per l'intelligenza del dialogo. Viene raccontata una grave crisi coniugale in modo leggero. Non sempre i flashback sono perfetti, come nella scena del nonno e Nix dove il nonno non fa parte del sogno di David né di quello di Marianne, dal momento che nessun è presente. Inoltre lo scompartimento ferroviario assomiglia più a una immobile quinta teatrale. Ma, come giustamente scrive Nino Ghelli "La prima impressione che si riceve del film è quella di una inconsueta sciatteria formale. E viceversa, a un esame più approfondito, appare evidente che anche sotto il profilo formale il film è costruito con estrema attenzione e sorveglianza e che fa parte del programma dell'autore la rinuncia al conseguimento di effetti di particolare vigore figurativo per conferire all'opera una atmosfera vagamente familiare e dimessa".
Il dialogo appare coinvolgente e appassionato e come scrive Guido Sammavilla: "È una lezione sostanzialmente buona ma anche bella, diventata tutta poesia. E cioè intelligente, divertente, a momenti anche tremenda, narrata in ogni suo punto molto bene (teatralmente, se non sempre cinematograficamente) ricca di molte piccole verità e anche di qualche grande verità".

## Distribuzione
In Italia il film è uscito nelle sale soltanto nel gennaio 1961, sette anni dopo la sua realizzazione.

## Titolo con cui è stato distribuito in varie nazioni
- En lektion i kärlek, Svezia, 4 ottobre 1954
- Una lección de amor, Argentina, Spagna
- A Lesson in Love, USA, 14 marzo 1960, UK, nuova edizione, 2004
- En lektion i kærlighed, Danimarca
- Lektion in Liebe, Germania Ovest
- Rakkauden oppitunti, Finlandia, 25 dicembre 1954
- Uma Lição de Amor, Portogallo, 10 maggio 1961, nuove edizioni: 1º gennaio 1979 e 2004
- Une leçon d'amour, Francia

## Curiosità
- Cameo del regista: Ingmar Bergman è l'uomo sul treno che porta un berretto. (16.11 min.).